# El ogro
El ogro es una película de comedia familiar, drama y aventura mexicana de 1969, producida, escrita y dirigida por Ismael Rodríguez, y protagonizada por Germán Valdés «Tin-Tan», Dolores Camarillo y Carolina Barret, junto a los actores infantiles, Cuitlahuac Rodríguez, Tizoc Rodríguez, Xanath Rodríguez y Tonatiuh Rodríguez y el actor guatemalteco Herbert Meneses. Esta película fue filmada en Guatemala y estrenada el 15 de julio de 1971.

## Argumento
Cuatro niños (Cuitlahuac Rodríguez, Tizoc Rodríguez, Xanath Rodríguez y Tonatiuh Rodríguez) que viven en Mixco —municipio guatemalteco cercano a la Ciudad de Guatemala— escuchan embelesados las historias del borrachín del lugar, Sabas (Germán Valdés «Tin-Tan»).
Accidentalmente prenden fuego a una capilla católica y huyen de sus casas. Entonces, emborrachan a Sabas y se apropian del mapa de un tesoro que está en Tikal, protegido por un ogro de piedra que, al presentir peligro, adoptar un cuerpo humano.
Los niños van en busca de un tesoro, pero los persigue un hombre armado quien se pierde y termina en Palenque, mientras que los niños logran llegar a Tikal, en donde escapan del ogro y de su mujer, mientras buscan el tesoro.  Las ruinas mayas se pueden apreciar durante quince minutos de la cinta.

## Reparto
- Germán Valdés «Tin-Tan» como Sabas.
- Dolores Camarillo
- Carolina Barret
- Omar Jasso
- Cecilia Leger
- David DaLie
- Cuitlahuac Rodríguez
- Tonatiuh Rodríguez
- Tizoc Rodríguez
- Xanath Rodríguez
- Antonio Gutiérrez
- Herbert Meneses

## Rodaje
La película se rodó principalmente en Guatemala: Mixco es el pueblo en donde los niños escuchan las historias de Sabas y Tikal son las ruinas mayas en donde se oculta el tesoro. Algunas escenas fueron filmadas también en la Ciudad de Guatemala.